# Alejandro Alcalá
Alejandro Alcalá Arriarán (Lima, Perú, 8 de abril de 2002) es un futbolista peruano. Juega de guardameta y su equipo actual es Deportivo Coopsol de la Liga 2 de Perú. Es primo de la empresaria Alejandra Baigorria.

## Trayectoria
Alcalá realizó las divisiones menores en Esther Grande de Bentín. Club Regatas y Sporting Cristal.
En enero del 2018 se marchó a Club Atlético Banfield para ser parte de las divisiones menores. Para el 2019 se marcha a prueba al Club de Fútbol Fuenlabrada II.
Luego tuvo pasos por las divisiones menores de Huracán y Deportivo Riestra.

### Universitario de Deportes
Debido a su gran proyección para el año 2023 es fichado por Universitario de Deportes hasta finales del 2025, firmando así su primer contrato profesional.Aquella temporada fue parte del plantel que salió campeón nacional al vencer en la final a Alianza Lima. Fue el 4to arquero en el año.
A inicios del 2024 fue cedido a préstamo por toda la temporada al Deportivo Coopsol para afrontar la Liga 2. Debutó profesionalmente y jugó un total de 8 partidos sin lograr clasificar a los play off finales. 

## Selección nacional
Fue convocado para afrontar el Campeonato Sudamericano de Fútbol Sub-17 de 2019.

## Clubes
| Club                         | País | Año    |
| ---------------------------- | ---- | ------ |
| Universitario de Deportes    | Perú | 2023   |
| Deportivo Coopsol (préstamo) | Perú | 2024 - |

## Palmarés

### Títulos nacionales
| Título          | Club                      | País | Año  |
| --------------- | ------------------------- | ---- | ---- |
| Torneo Clausura | Universitario de Deportes | Perú | 2023 |
| Liga 1          | Universitario de Deportes | Perú | 2023 |